# Crooksville (Ohio)
Crooksville es una villa ubicada en el condado de Perry en el estado estadounidense de Ohio. En el Censo de 2010 tenía una población de 2534 habitantes y una densidad poblacional de 594,76 personas por km².

## Geografía
Crooksville se encuentra ubicada en las coordenadas 39°46′9″N 82°5′42″O / 39.76917, -82.09500. Según la Oficina del Censo de los Estados Unidos, Crooksville tiene una superficie total de 4.26 km², de la cual 4.21 km² corresponden a tierra firme y (1.28%) 0.05 km² es agua.

## Demografía
Según el censo de 2010, había 2534 personas residiendo en Crooksville. La densidad de población era de 594,76 hab./km². De los 2534 habitantes, Crooksville estaba compuesto por el 98.5% blancos, el 0.12% eran afroamericanos, el 0.12% eran amerindios, el 0.08% eran asiáticos, el 0.04% eran isleños del Pacífico, el 0.24% eran de otras razas y el 0.91% pertenecían a dos o más razas. Del total de la población el 0.75% eran hispanos o latinos de cualquier raza.